# 委內瑞拉
委內瑞拉玻利瓦爾共和國（西班牙語：República Bolivariana de Venezuela），通稱委內瑞拉，是一個位於南美洲北部的國家。首都為卡拉卡斯。西與哥倫比亞接壤，東與蓋亞那毗鄰，南與巴西交界。海岸線包括北部加勒比海及東北部大西洋島嶼總長約2,800公里。委內瑞拉生物多樣性豐富，為西至安地斯山脈、南至亞馬遜盆地、東至奥里诺科河三角洲物種的生物棲息地。
委內瑞拉在1958年建立民主制度，安然度過1970年代拉丁美洲的軍事獨裁浪潮，並受益於豐富的石油資源，委內瑞拉一度成為南美最安定、富裕之國，惟2010年代以降，相继爆发委内瑞拉危机和委內瑞拉示威迄今，導致經濟陷入衰退，治安亦嚴重惡化。

## 名称
委內瑞拉的國名「Venezuela」其實源自義大利文「小威尼斯」之義，其典故出於義大利探險家亞美利哥·維斯普奇當初在馬拉開波湖見到美洲原住民所居住的水上高腳屋村落，用意聯想到歐洲的水都威尼斯而如此命名。由於南美經濟價值用途很高，為了吸引商人參與開發的興趣，便在歐洲推廣“小威尼斯”這個名稱，最後成為該地的代名詞。至於委內瑞拉名稱後綴的「玻利瓦爾」，是1999年委國重修憲法時才加入，用以紀念被視為獨立英雄的西蒙·玻利瓦爾。

## 历史
在古代，委內瑞拉是印第安人阿拉瓦克族和加勒比族的居住地。1498年，哥倫布發現了委內瑞拉。1522年時，西班牙在南美洲的第一個殖民地新卡地茲就在今日的委內瑞拉境內建立。1717年新格瑞那達副王轄區成立時，委內瑞拉被規劃為其下屬的一個省。

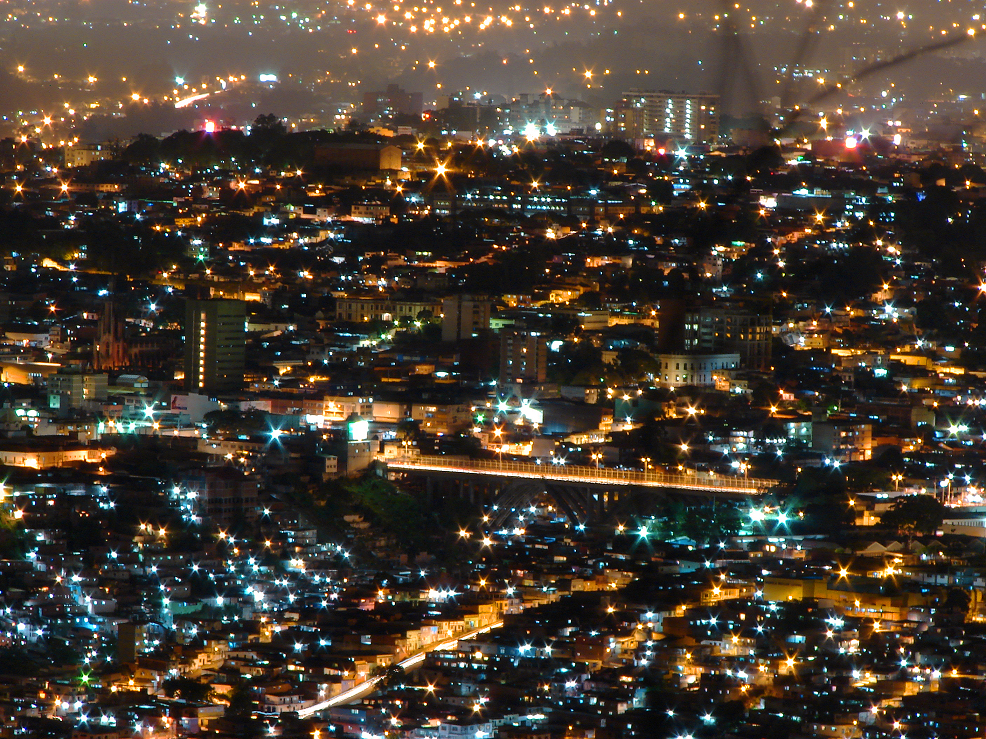
圣克里斯托瓦尔夜景

1810年4月19日的一場政變中，委內瑞拉脫離了西班牙的控制，並在1811年7月5日正式宣告獨立，但是独立戰爭并未因此而结束；在經過了多年战斗之后，委國終於在南美洲著名的獨立英雄西蒙·玻利瓦爾率領下，於1821年正式得到西班牙的承认而完全独立。直到1830年為止，委內瑞拉與哥倫比亞、巴拿馬與厄瓜多等鄰國同樣，都是大哥倫比亞共和國的一部分。爾後委內瑞拉在1830年獨立建國，大哥倫比亞也宣告瓦解。

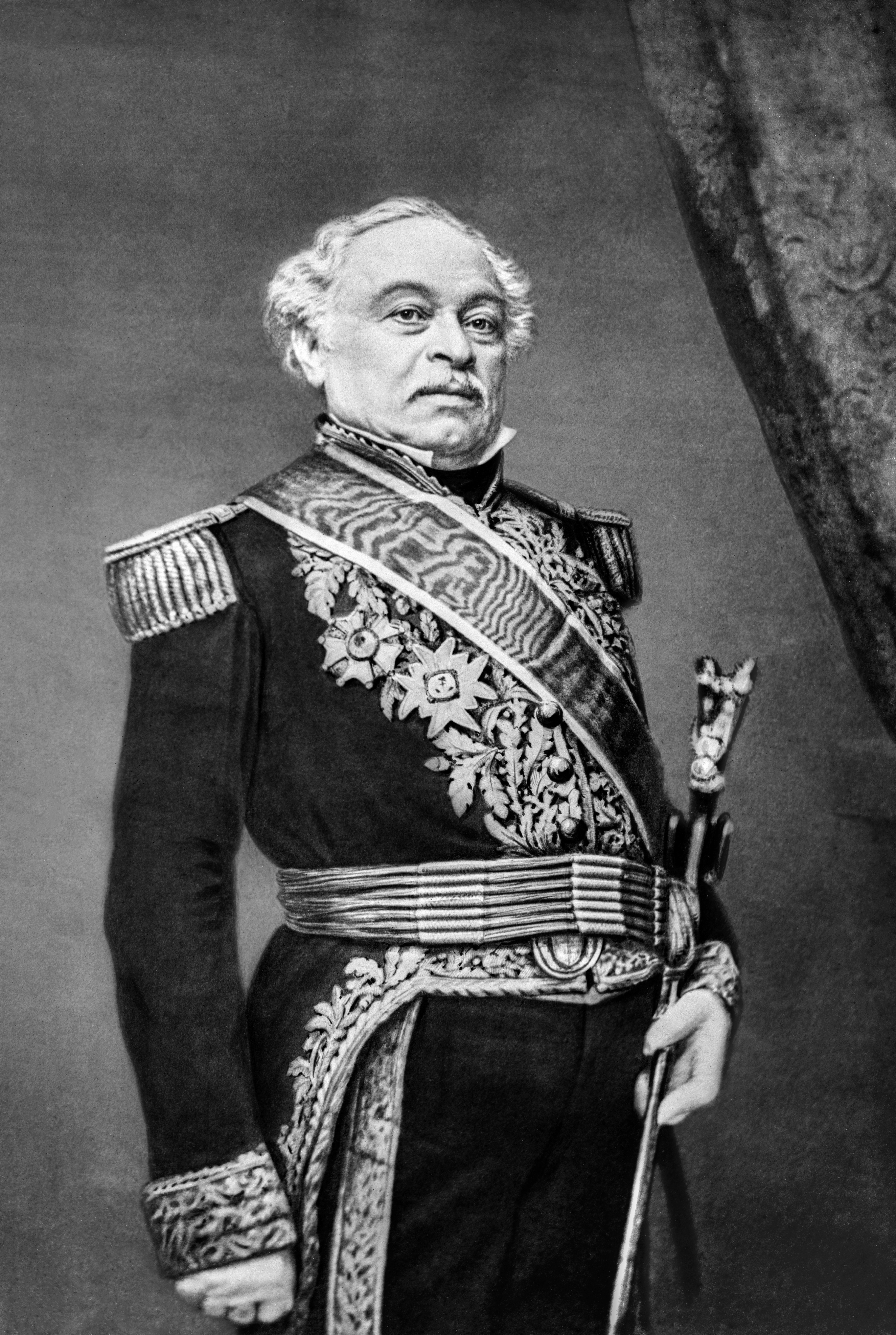
宣布委內瑞拉獨立的軍事強人何塞·安东尼奥·派斯

委內瑞拉國的國旗

1830年，玻利瓦爾逝世後，掌握軍政大權的何塞·安東尼奥·派斯宣布委內瑞拉脫離大哥倫比亞獨立。1831年派斯就任委內瑞拉國總統，實施強人政治，來自內部的威脅使得他幾乎沒有機會處理委內瑞拉與其他國家之間與經濟，後來被政變推翻。佩德羅·夸爾·埃斯坎東以臨時總統的姿態上台，同時建立委內瑞拉共和國。
委內瑞拉共和國雖然成立，但實際仍然是寡頭政治，國家權利掌握在執政者，混亂的經濟更成為致命傷，在兩年後被朱利安·卡斯楚·康特雷拉斯發動政變拉下台，康特雷拉斯組成軍政府，以高壓控制統治，引起保守黨發動政變，重新奪取政權。最終在1859年爆發長達五年的戰爭。這場戰爭最終由胡安·克里索斯托莫·法爾孔率領的軍隊獲勝，共和國被推翻，法爾孔宣佈建立委內瑞拉合眾國，並制定新憲法，採用聯邦制度。

委內瑞拉共和國的旗幟

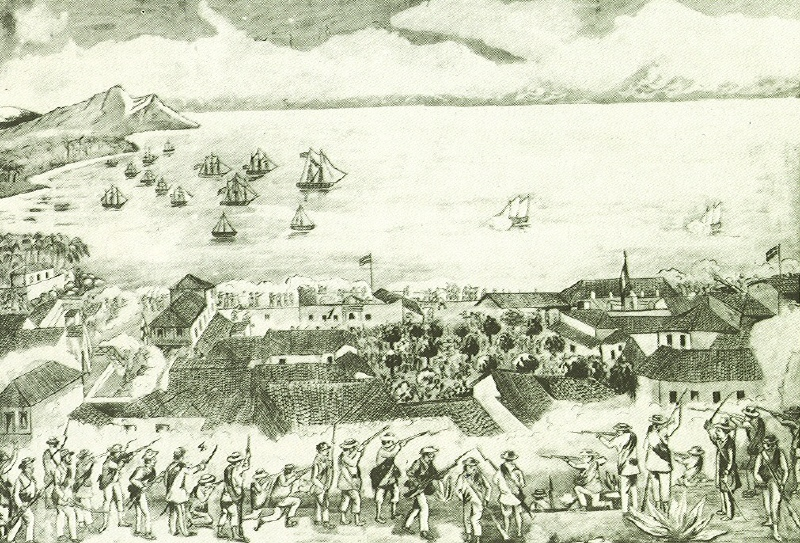
委內瑞拉五年內戰

委內瑞拉合眾國的國旗

委內瑞拉在19世纪和20世纪前半期，長期为政治的不稳定、政治斗争和独裁政治统治所籠罩。1952年時任國防部希門內斯以軍隊自任臨時總統，推翻委內瑞拉合眾國，建立了現在的政權。1958年，民主運動最终迫使军方停止干预国政。从那年起，由投票產生的民主政府取代了軍事執政。
1998年乌戈·查维斯第一次當選為委內瑞拉總統。他翌年就任總統後通過修改憲法，把總統的任期由五年延長至六年，可以連任一次。之後成立新的国民议会，國會由兩院制改為一院制，藉以打擊由反對派所控制的舊國會。2000年乌戈·查维斯經修憲後的總統選舉以約六成票數第二次當選委內瑞拉總統。
2006年3月7日，委内瑞拉国民议会通过了对国旗和国徽的修改方案，决定把国旗上7颗星增加为8颗，并将国徽上骏马飞奔的方向由向右改为向左。12月3日，委内瑞拉举行总统大选，乌戈·查维斯以63%的選票成功連任，亦是他第三次當選委內瑞拉總統。
2009年2月15日，經由公民投票通過修憲（投票率67％；贊成票佔其中的54％，反對票佔46％），取消民選官員的連任限制，允許乌戈·查维斯自2012年起得以連選連任。
2012年10月7日，委内瑞拉举行总统大选，乌戈·查维斯以54.42%的選票成功連任，亦是他第四次當選委內瑞拉總統，惟五個月後，查维斯便因癌病去世，結束十四年的統治。
2013年3月5日，副总统尼古拉斯·马杜罗出任临时总统。2013年3月8日，尼古拉斯·马杜罗正式宣誓就任代总统。4月14日，尼古拉斯·马杜罗以50.66%的得票率在总统大选中胜出，当选委内瑞拉总统。
2014年2月起反對派發動示威，要求總統馬杜羅下台，政府下令軍方鎮壓反對派，造成多人死傷，衝突至今仍未解決。
2019年1月，反对派控制的委内瑞拉全国代表大会宣布任命议长胡安·瓜伊多出任代总统，引发政治危机。

## 政治
委內瑞拉实行联邦总统制，总统是国家元首和政府首脑，设副总统作为副手。委内瑞拉全国代表大会即国会是由165席组成的一院制立法机关，目前國會中最大政党是民主團結圓桌會議，是执政党委內瑞拉統一社會主義黨最主要的反对党派。现任委内瑞拉总统是尼古拉斯·马杜罗。

## 軍事
委内瑞拉军約有現役12萬人，採義務役2年以上兵制。委內瑞拉軍事上早期與美國親近並購買了F-16戰機等裝備，但目前與俄羅斯交好對美國採取對抗姿態，而與歐洲國家的軍事貿易來往並未中斷。

## 地理

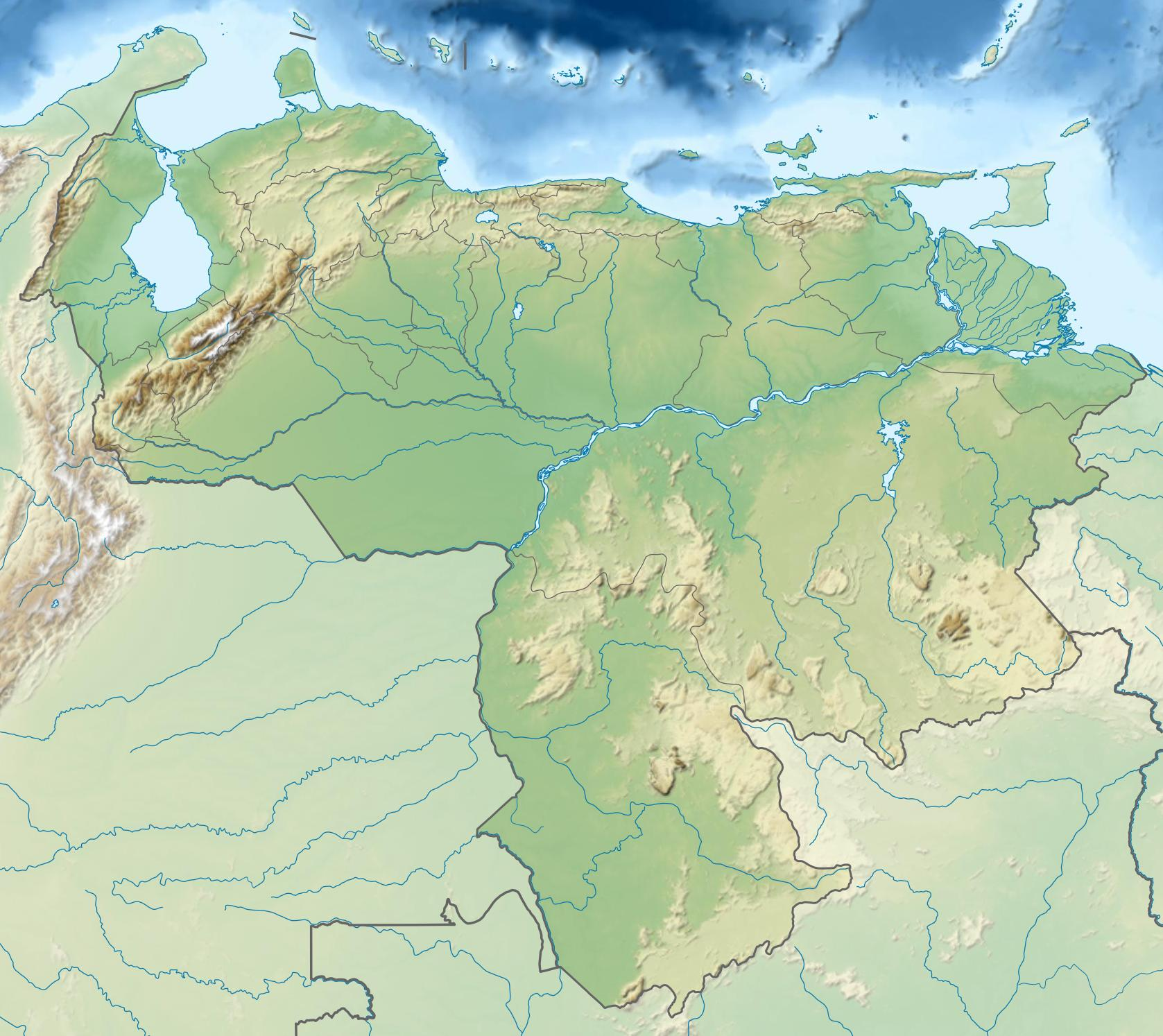
委內瑞拉地形圖

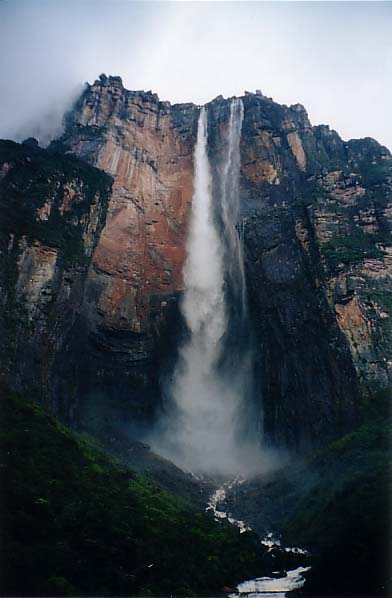
安赫尔瀑布，世界最高瀑布

該國位于北半球，赤道以北，全境屬熱帶氣候，北臨加勒比海與大西洋，東有蓋亞那，南為巴西，西邊則與哥倫比亞接壤，而在委內瑞拉外海則有阿魯巴、荷屬安地列斯（皆為荷蘭的海外自治領土）與千里達及托巴哥等島嶼邦國。首都卡拉卡斯是個濱海的港口，也是該國最大城。委內瑞拉與蓋亞那因埃塞奎博圭亚那問題存有領土糾紛
委內瑞拉是南美洲最重要的產油國，境內主要的石油蘊藏區是國境西北角的南美洲第一大湖——馬拉開波湖。馬拉開波湖是一个潟湖，北端是以一條34英里長的海峽與委內瑞拉灣相連，後者是加勒比海的一部分。
2007年12月9日開始，委內瑞拉的時區從原來的UTC-4改為UTC-4.5，比原來的時區晚了半小時。总统查韦斯表示，「提早破曉時間可提昇國家的生產力」，这可让委内瑞拉更多民众醒来时天色已亮，享有更多天亮时间，可提升全民表现。
根据2016年4月18日发布的第6224号特别政府文告，委内瑞拉将从2016年5月1日凌晨2：30起修改国家法定时区，以更好利用自然光照，缓解电力危机。届时委内瑞拉将把现有时间向前调半小时，委內瑞拉的時區從原來的UTC-4.5改為UTC-4，与格林威治时间相差4小时。委内瑞拉国土主要位于西4区，曾于1965年和2007年调整过法定时区。目前没有夏令时。

### 行政區劃

委內瑞拉行政區劃

委內瑞拉全國的一級行政區包括了23個州，一個首都特別區，與一个由72个加勒比海岛屿组成的联邦属地。它們分別是：
- 聯邦區（西班牙文：distrito capital，ISO 3166-2代碼為VE-A）
- 州（estados）
  - 亚马孙州（Amazonas，ISO 3166-2代碼為VE-Z）
  - 安索阿特吉州（Anzoátegui，ISO 3166-2代碼為VE-B）
  - 阿普雷州（Apure，ISO 3166-2代碼為VE-C）
  - 阿拉瓜州（Aragua，ISO 3166-2代碼為VE-D）
  - 巴里纳斯州（Barinas，ISO 3166-2代碼為VE-E）
  - 玻利瓦爾州（Bolivar，ISO 3166-2代碼為VE-F）
  - 卡拉沃沃州（Carabobo，ISO 3166-2代碼為VE-G）
  - 科赫德斯州（Cojedes，ISO 3166-2代碼為VE-H）
  - 阿马库罗三角洲州（Delta Amacuro，ISO 3166-2代碼為VE-Y）
  - 法尔孔州（Falcón，ISO 3166-2代碼為VE-I）
  - 瓜里科州（Guárico，ISO 3166-2代碼為VE-J）
  - 拉腊州（Lara，ISO 3166-2代碼為VE-K）
  - 梅里达州（Mérida，ISO 3166-2代碼為VE-L）
  - 米兰达州（Miranda，ISO 3166-2代碼為VE-M）
  - 莫纳加斯州（Monagas，ISO 3166-2代碼為VE-N）
  - 新埃斯帕塔州（Nueva Esparta，ISO 3166-2代碼為VE-O）
  - 波图格萨州（Portuguesa，ISO 3166-2代碼為VE-P）
  - 苏克雷州（Sucre，ISO 3166-2代碼為VE-R）
  - 塔奇拉州（Táchira，ISO 3166-2代碼為VE-S）
  - 特鲁希略州（Trujillo，ISO 3166-2代碼為VE-T）
  - 瓦尔加斯州（Vargas，ISO 3166-2代碼為VE-X）
  - 亚拉奎州（Yaracuy，ISO 3166-2代碼為VE-U）
  - 苏利亚州（Zulia，ISO 3166-2代碼為VE-V）
- 聯邦屬地（dependencia federal，ISO 3166-2代碼為VE-W）
  - 聯邦屬地（Dependencias Federales de Ultramar）

另外各一級行政區又可組成9個政治行政區域（Regiones político-administrativas），是為了區域管理的目的而劃定，非正式的行政區劃。
二級行政區稱為市鎮（Municipios），市鎮之下則為堂區（Parroquias）。

### 主要城市
- 加拉加斯（Caracas）
- 马拉开波（Maracaibo）
- 巴伦西亚（Valencia）
- 巴塞罗那（Barcelona）
- 拉瓜伊拉（La Guaira）

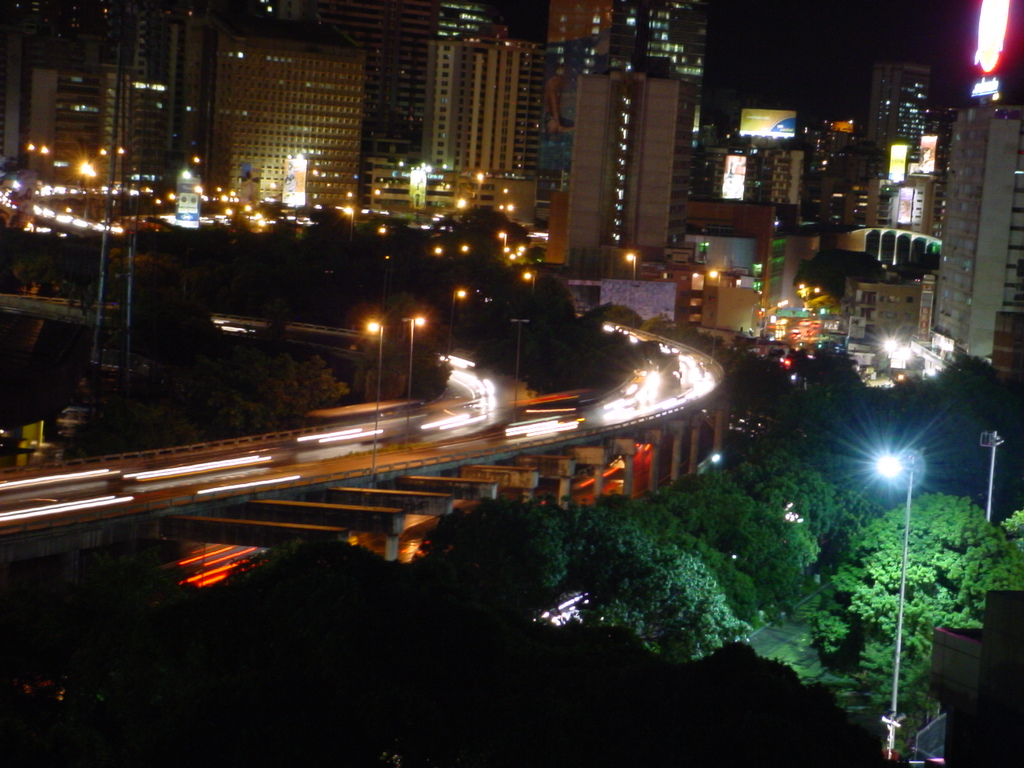
首都卡拉卡斯夜景

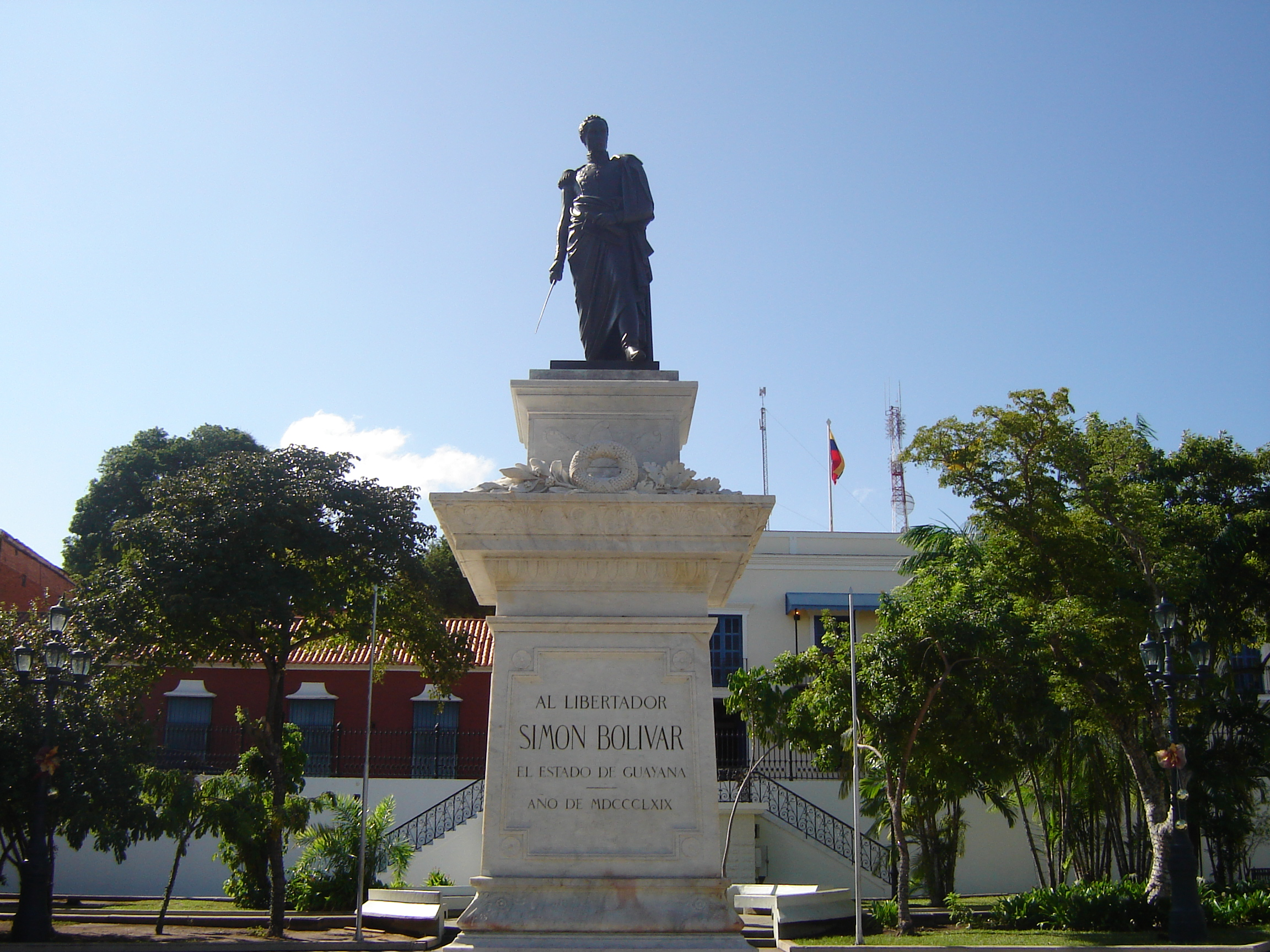
玻利瓦爾城的玻利瓦爾廣場

- 拉克鲁斯港（Puerto La Cruz）
- 库马纳（Cumana）
- 梅里达（Merida）
- 科罗（Coro）
- 巴基西梅托（Barquisimeto）
- 圣克里斯托瓦尔（San Cristobal）
- 梅塞德斯（La Mercedes）
- 埃尔蒂格雷（El Tigre）
- 马图林（Maturin）
- 图库皮塔（Tucupita）
- 玻利瓦尔城（Ciudad Bolivar）
- 阿亞庫喬港（Puerto Ayacucho）
- 阿塔瓦波河畔圣费尔南多（San Fernando de Atabapo）

## 经济

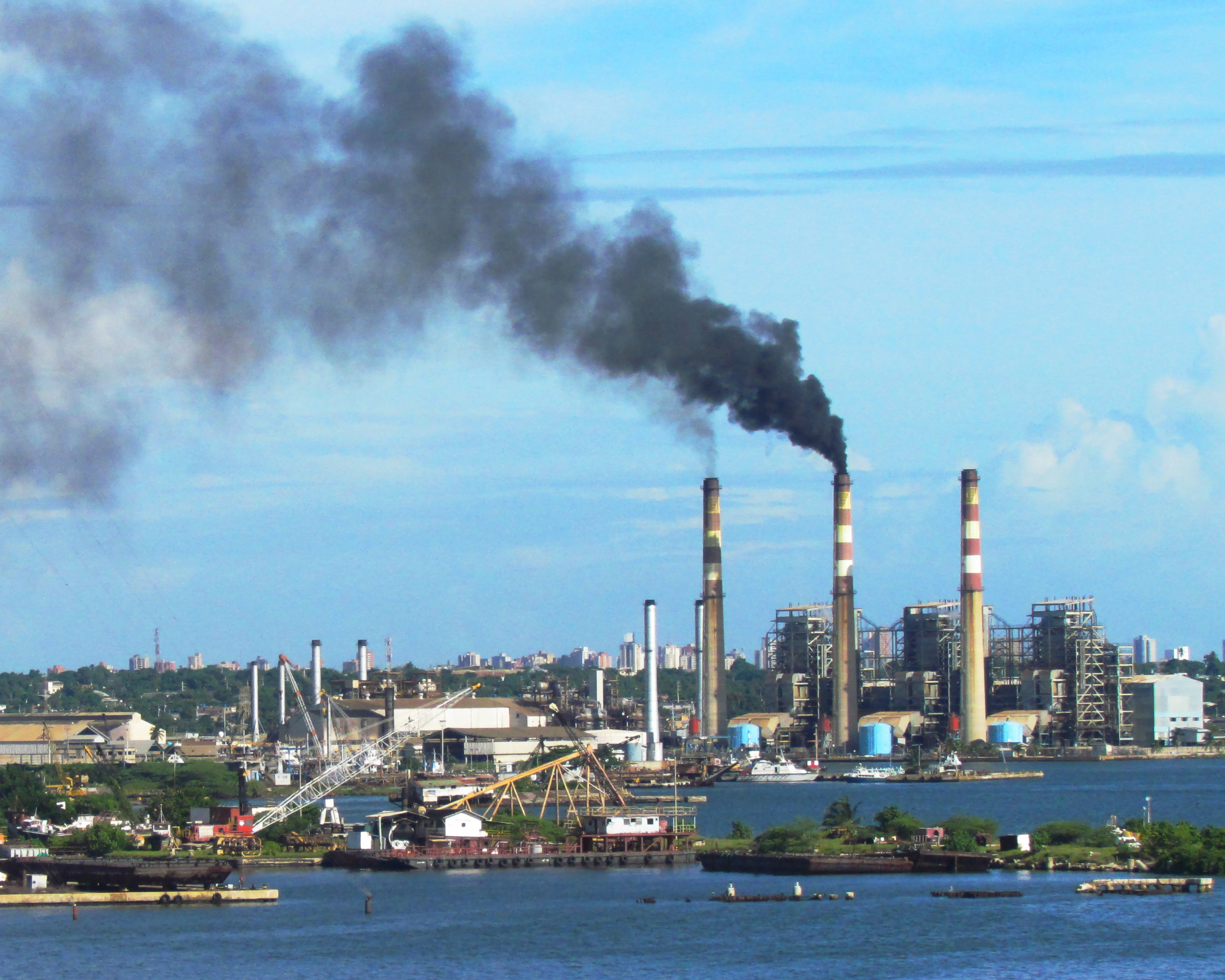
石油工業

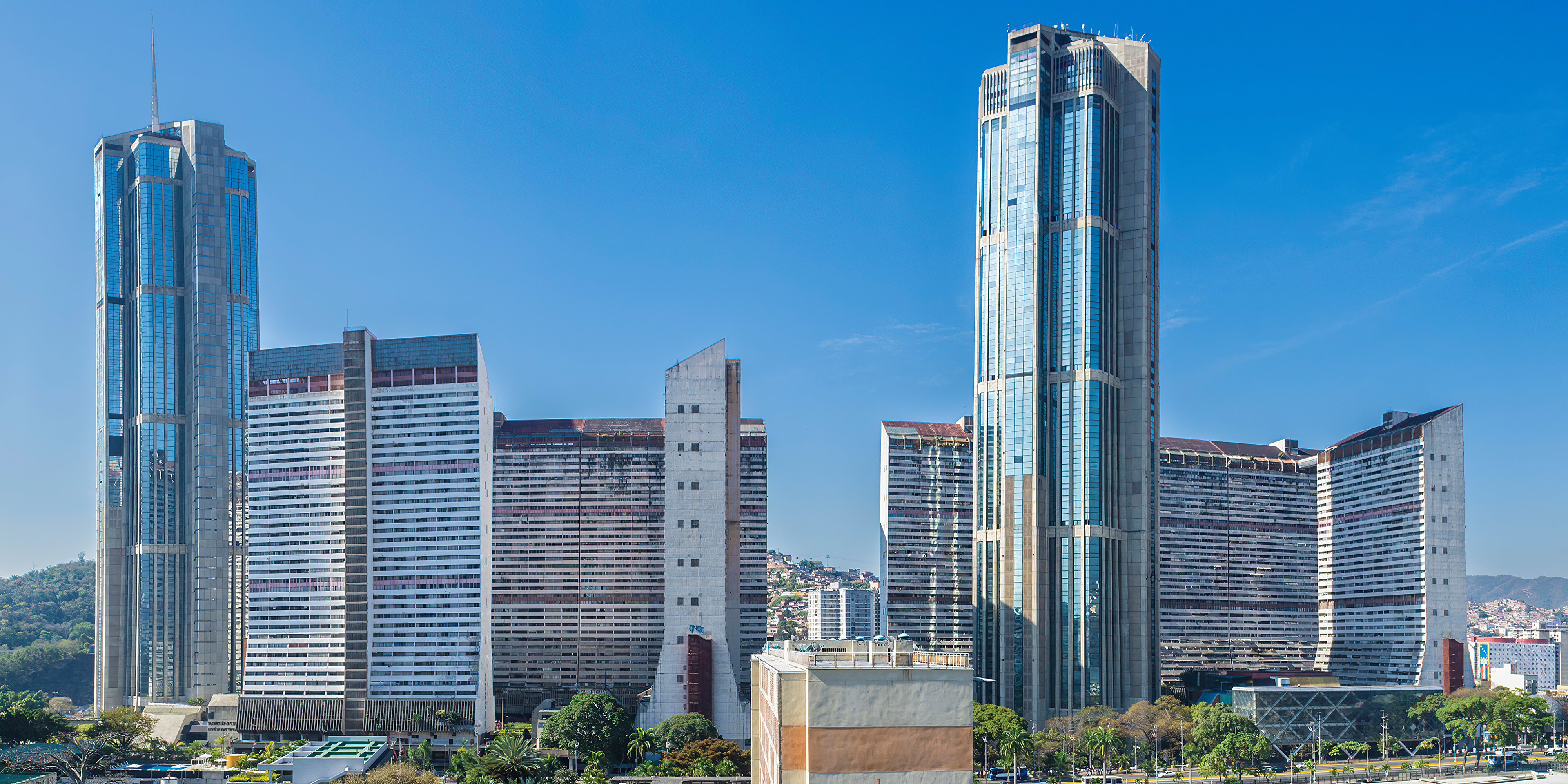
首都卡拉卡斯的中央公園建築群

石油是这个国家最为丰富的资源，这里各个种类的原油丰富，2004年出口852.928.510桶原油，大多出口到美国、欧洲和其他拉丁美洲国家。这些石油大多产自委内瑞拉的马拉开波湖流域和巴里纳斯－阿布莱流域及委国东部流域。委内瑞拉政府于1976年将其石油工业国有化。委内瑞拉石油公司（PDVSA）开始掌控委石油资源，其下的分公司在委内瑞拉操控了六家规模不一的炼油厂和海外（古拉索、美国、德国、瑞典和比利时）的炼油厂。委内瑞拉也是世界主要的天然气生产国之一，2003年的产量达到了297亿立方米；其产品为天然气、乙烷和丙烷气体，石油相關產業由委内瑞拉石油公司（PDVSA）负责加工。官方的开采开始于1875年，由委内瑞拉塔奇拉石油公司在塔奇拉州的卢比奥附近的拉阿尔吉特拉那庄园进行。不久后，委内瑞拉的第一家炼油厂成立，生产汽油、煤油和柴油。从1922年起，委内瑞拉开始大量出口石油，並發生數次足以改变这个国家发展方向的事件。1961年，根据委内瑞拉人胡安·巴勃罗·佩雷斯·阿方索的提议，成立了石油输出国组织（OPEC）。
在2000年代，在经历了众多的政治和社会的冲突之后，委内瑞拉经济显示出了强劲的复苏。2004年委内瑞拉的经济增长达到了17％（根据世界银行统计是世界上最高的增长率之一），到2005年末，委内瑞拉的国内生产总值（PIB）达到了9.4％的增长，而其2006年的经济增长也达到了9.4％之多。国家风险的基本指数为216。2005年12月的失业率（8.9％，2006年曾经达到过8.5％）与2004年的数值（10.9％）相比降低了2个百分点。外汇储备达到了372.99亿美元。石油是委内瑞拉的经济命脉，石油收入占委内瑞拉出口收入的约80％。委内瑞拉为石油输出国组织成员，世界主要的产油国之一。當時委内瑞拉主要的经济活动是针对該國国内以及出口需求而進行的石油开采及提炼。不过，近年來制造业对委内瑞拉国内生产总值的贡献已经超过了石油工业。因為其開採成本偏高，因此在低油價時代該國石油產品並沒有競爭力。

### 經濟危機
自2012年查韦斯时代末期到马杜罗上台以来，委内瑞拉的经济急转直下。部分原因由于国际原油价格下跌，导致委内瑞拉出口所得锐减，国家无力负担对于国民的福利支出和进口商品的财政补贴，只能通过不断印钞票来填补财政赤字。另外，长期以来的对于进口商品的依赖和盲目的企业国有化，削弱了经济的抗冲击能力，而国内企业面临虚高的官方汇率和无视市场规律的官方产品定价，生产积极性大幅下降，很多企业陷入停产。面对恶性循环下的通货膨胀和财政危机，委内瑞拉政府无力挽回局势，超市甚至陷入了无货可卖的境地。社会失业率高导致了治安的不稳定，整体经济环境于2015年开始急剧恶化。

### 微幅復甦
2022年1月委國央行宣布已完成連續12個月通膨年增率低於50%，顯示委國已逐漸擺脫自2017年以來陷入的惡性通膨循環。依據委內瑞拉金融觀察站（OVF）資料顯示，與 2021年同期相較，委內瑞拉經濟在2022年上半年成長率達12.3%，主要原因為石油產量增加36.3%。

## 交通

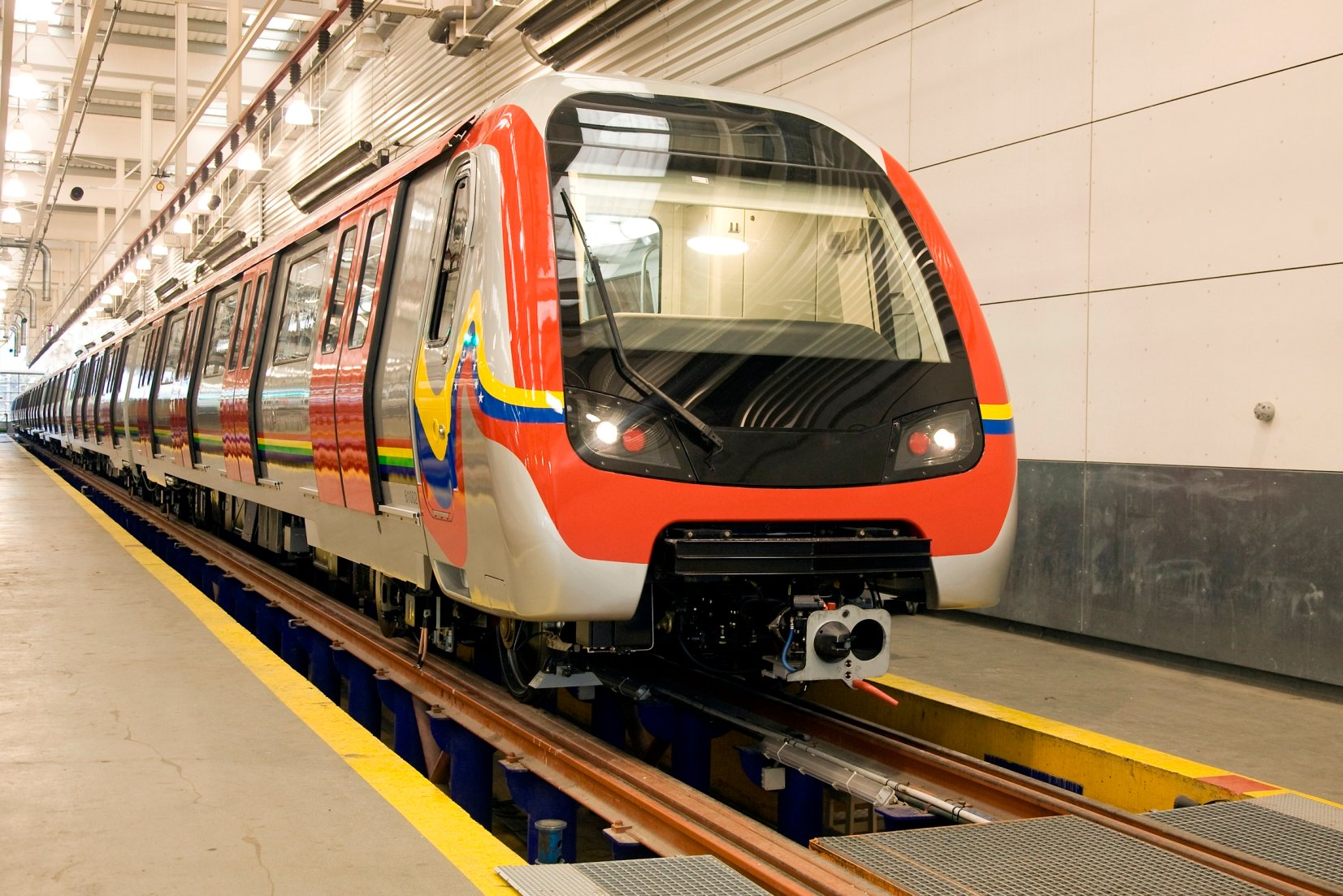
加拉加斯地鐵

委內瑞拉的交通主要依靠公路和空運，現今委內瑞拉擁有約100,000公里的公路網；相較之下，鐵路的發展有限。幾個主要城市擁有地鐵系統；加拉加斯地鐵自1983年開始運營，其後則有馬拉開波地鐵和瓦倫西亞地鐵開通。
受到2010年代經濟危機影響，截至2019年，全國約有80%的公共交通暫停運營。

## 人口
| 1971                | 11.1 |
| 1990                | 19.8 |
| 2009                | 28.4 |
| 來源：OECD/世界銀行 |      |

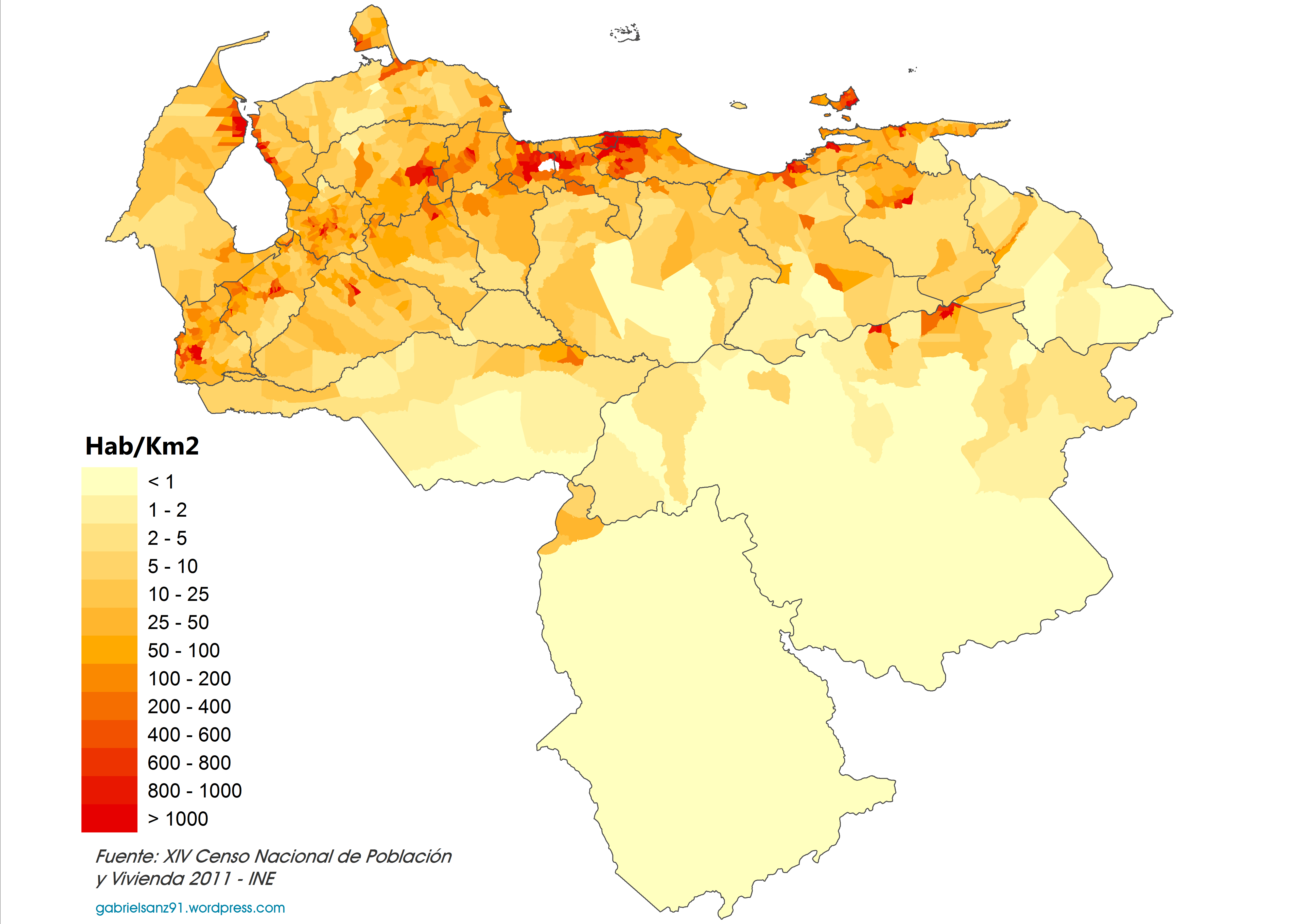
委內瑞拉人口密度圖（2011年）

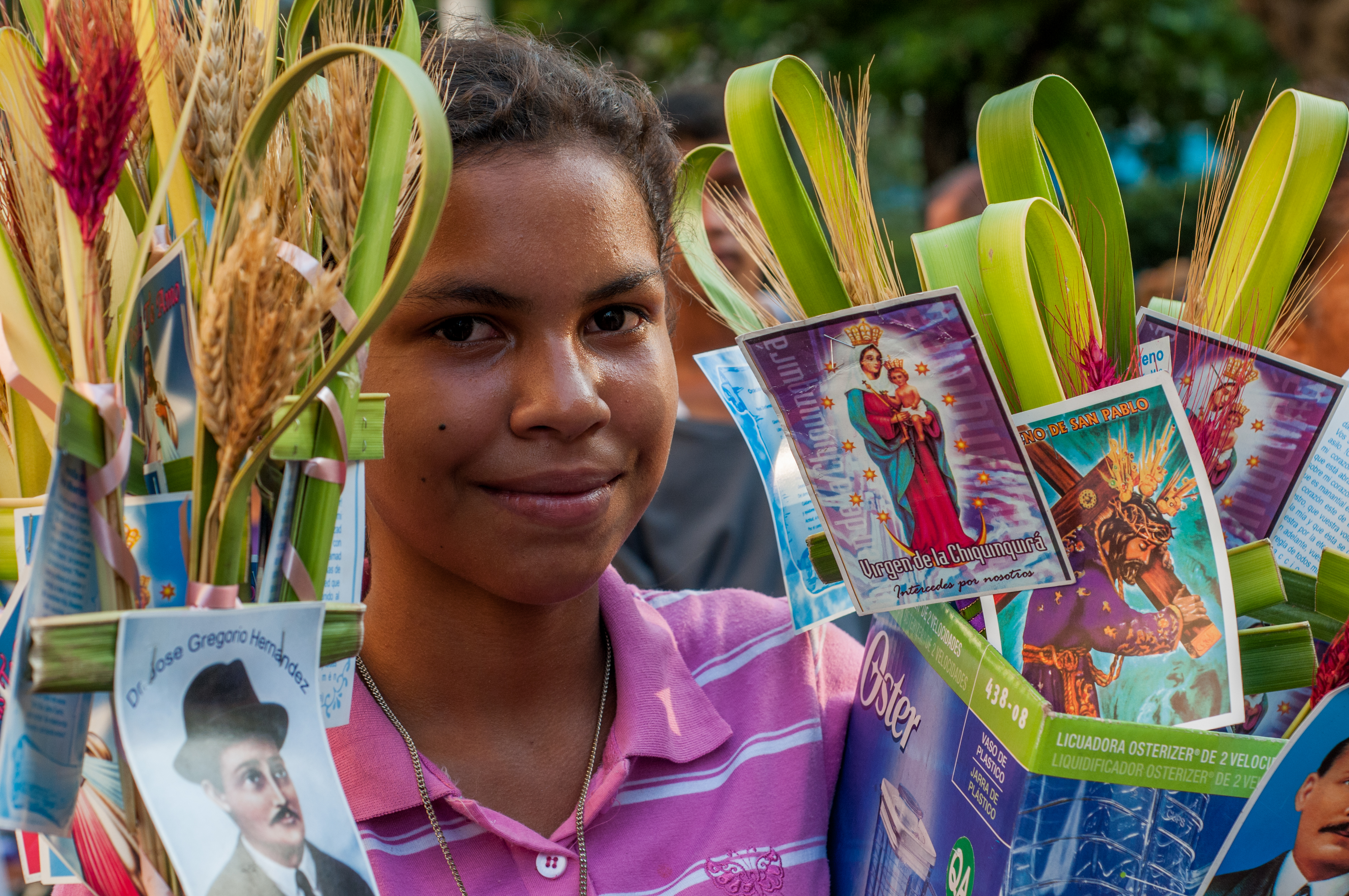
街頭一名委內瑞拉女孩販售棕枝主日用品

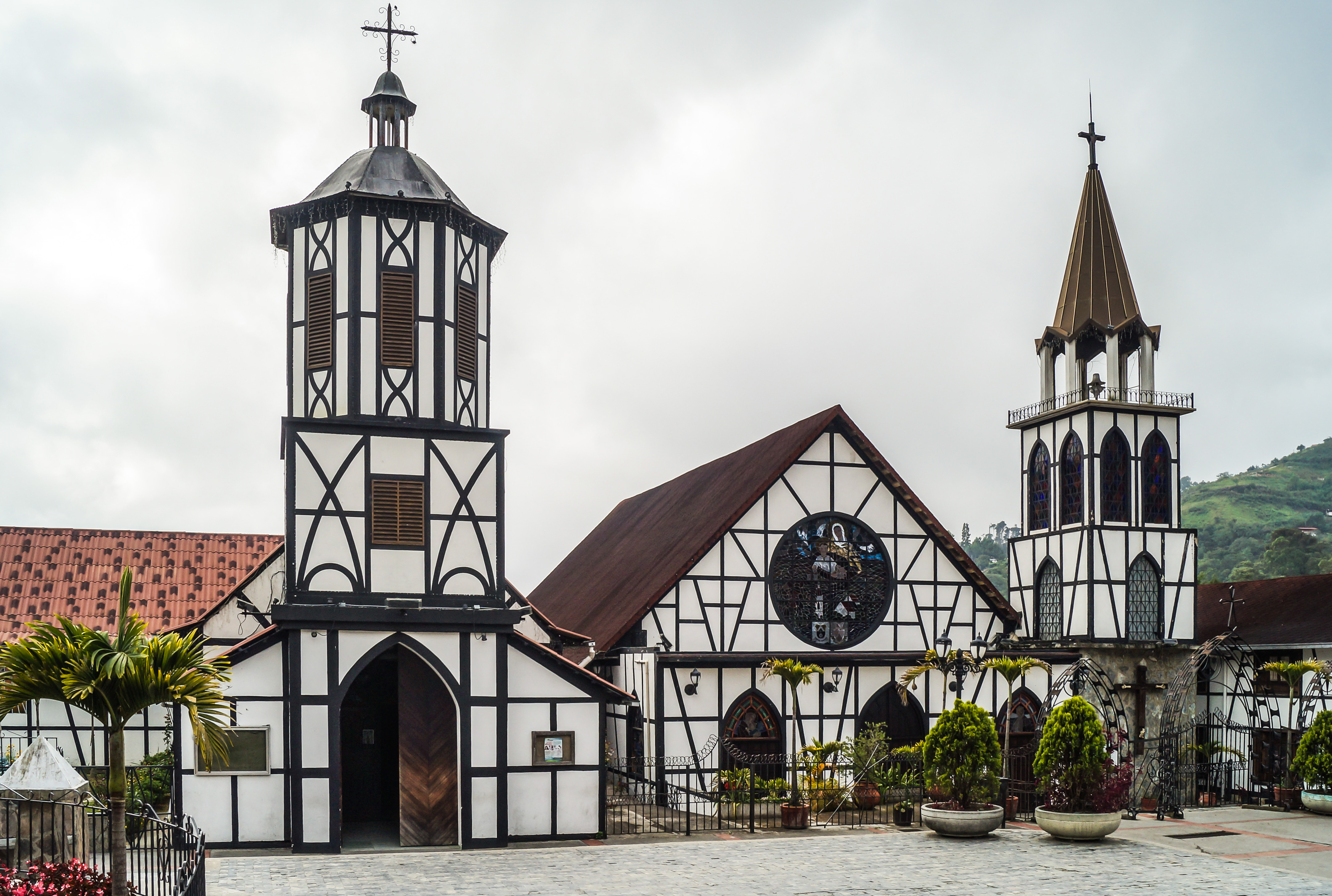
位於科洛尼亞托瓦爾的德國式教堂。當地居民以德國移民後代為主

委內瑞拉是拉丁美洲城市化程度最高的國家之一，約93%的人口居住在委內瑞拉北部的城市地區；73%的人住在距離海岸線不到100公里的地區。雖然委內瑞拉近一半的土地面積位於奧里諾科河以南，但該地區人口僅占全國5%。

### 種族結構
委內瑞拉人口為許多種族的後裔，其中麥士蒂索人占大多數，種族結構大致為麥士蒂索人68%、白人21%及非洲人10%，而美洲原住民僅約1%。

## 教育
委内瑞拉的教育機構分爲學前教育、基礎教育、中等教育和高等教育。根據《教育組織法》規定，委内瑞拉從學齡前到中等教育階段實行義務教育，從6歲到15歲的學齡段人群免費進入由國家直接管理的學校，參加本科教育。國家有權提供相關服務以促進和維持教育機會。根據官方數據，2005至2006學年共有1,010,946名兒童參加學前教育，基礎教育入學人數為4,885,779人，中等教育入學人數為671,140人。
1998年，委内瑞拉的成人人口的識字率達91.1%。而截至2008年，識字率上升至95.2%。截至2005年，小學淨入學率為91％，中學淨入學率為63％。
由於目前委内瑞拉處於經濟困難狀態且犯罪率較高，委內瑞拉的大批畢業生轉向其他地區尋求機遇。一項名為“委内瑞拉國外社區”的研究（由委內瑞拉中央大學的托馬斯·派斯（Thomas Paez）、梅賽德斯·維瓦斯（Mercedes Vivas）和胡安·拉斐爾·普利多主導）表明，自玻利瓦爾革命以來，已有超過135萬大學畢業生離開委內瑞拉前往其他國家。據信近12％的委內瑞拉人居住在國外，而愛爾蘭成為委内瑞拉學生們的熱門目的地。根據委內瑞拉物理、數學和自然科學研究院院長克勞迪奧·比法諾（Claudio Bifano）的說法，2013年中超過一半的醫學畢業生離開委內瑞拉。

### 高級學術機構
- 委內瑞拉中央大學（西班牙語：Universidad Central de Venezuela；簡稱：UCV）
- 蘇利亞大學（簡稱：LUZ）
- 卡拉沃沃大學（簡稱：UC）
- 西蒙·玻利瓦爾大學
- 新埃斯帕达大學（簡稱：UNE）
- 高級管理研究學院（簡稱：IESA）
- 安德烈斯·貝約天主教大學（西班牙語：Universidad Católica Andrés Bello；簡稱：UCAB）
- 利桑德羅·阿爾瓦拉多中西部大學（西班牙語：Universidad Centroccidental Lisandro Alvarado；簡稱：UCLA）
- 安第斯大學（簡稱：ULA）
- 瑪格麗塔大學（西班牙語：Universidad de Margarita；簡稱：UNIMAR）
- 都會大學（簡稱：UNIMET）
- 國立塔奇拉實驗大學（簡稱：UNET）
- 國立玻利瓦爾武裝力量實驗理工大學（簡稱：UNEFA）
- 解放者實驗教育大學（簡稱：UPEL）
- “安東尼奧·何塞·蘇克雷”國立實驗理工大學（簡稱：UNEXPO）

## 外交

委內瑞拉（紅色）與委內瑞拉有外交關係的國家（藍色）

在20世紀的大部分時間裡，委內瑞拉曾與大多數拉丁美洲和西方國家保持著友好關係，委内瑞拉也是目前世界上极少数承认阿布哈兹和南奥塞梯的国家之一，2009年9月10日，委内瑞拉宣布承认阿布哈兹和南奥塞梯并建交。
美國與委內瑞拉之間曾經有過緊密的關係，然而在1999年當社會黨烏戈·查韋斯當選總統之後，雙方關係惡化至今。2019年1月23日，委內瑞拉總統馬杜羅不滿美國支持臨時總統瓜伊多及反對派陣營，宣布與其斷交。對此美國回應馬杜羅無權做出這一決定，並將繼續與瓜伊多領導的臨時政府保持外交關係。8月28日，美國國務院在哥倫比亞首都波哥大設立「委內瑞拉事務處（Venezuela Affairs Unit, VAU）」，由美國駐委內瑞拉臨時代辦斯托利（James Story）負責。
而自總統地位危機發生發生以來，委內瑞拉與部分南美洲國家關係同樣趨於緊張。2019年1月10日，巴拉圭總統馬里奧·阿布鐸·貝尼特斯不滿委內瑞拉總統馬杜羅違法連任，宣布與其斷交；同年2月23日，委內瑞拉總統马杜罗不滿哥倫比亞政府支持臨時總統瓜伊多及反對派陣營且對委國提供人道援助，宣布與其斷交。直到2022年8月7日，委內瑞拉與哥倫比亞恢復外交關係，並重新派遣大使及開放領事館。
在2024年委內瑞拉總統選舉中，時任總統马杜罗宣布連任。阿根廷、智利、秘魯等南美洲國家質疑選舉結果並要求徹底複審。委內瑞拉不從，宣布從質疑國撤離外交人員且和秘魯斷交。
現今委內瑞拉是不结盟运动、七十七国集团、石油输出国组织、世界贸易组织、拉美和加勒比国家共同体、拉美经济体系、拉丁美洲开发银行、美洲玻利瓦尔联盟、南美洲國家聯盟、石油加勒比計劃等国际和地区组织成员国。其中拉美经济体系、加勒比石油计划总部设在加拉加斯。

## 文化
委內瑞拉人種複雜，除西班牙人及印地安人後裔外，尚有為數眾多之猶太人、阿拉伯人、葡萄牙人、義大利人及加勒比海黑人移民，因此民族性多樣化。其民族音樂及舞蹈霍羅波（Joropo）即融合了非洲、南美洲原住民和歐洲的風格。
另委國以出產「世界小姐」、「環球小姐」聞名；委國佳麗曾6度獲選世界小姐，次數與印度並列第一，7度獲選環球小姐則僅次於美國。

### 世界遺產
委內瑞拉於1990年10月30日年批准了《保护世界文化和自然遗产公约》，目前該國擁有3項世界遺產，包括2项文化遗产和1项自然遗产：
- 科罗及其港口（文，1993年）
- 卡奈马国家公园（自，1994年）
- 加拉加斯大学城（文，2000年）

## 飲食
委內瑞拉飲食受到歐洲（意大利、西班牙、葡萄牙和法國）、西非和美洲原住民傳統的影響，其飲食因地區而異。主食包括玉米、大米、大蕉、山藥、豆類和幾種肉類。委內瑞拉常見的特色食品包含阿瑞巴（Arepa，一種玉米餅）、以及芭蕉粽（Hallaca）、蒙東哥湯（Mondongo）、雞肉沙拉（Ensalada de gallina）、木瓜糖（Dulce de lechosa）等。

## 體育
棒球是委內瑞拉最流行的體育運動項目之一，當地有不少人前往美國職棒大聯盟發展，為美國職棒大聯盟第二大的海外球員來源地，僅次於多明尼加。也有許多在墨西哥聯盟、日本職棒、中華職棒及韓國職棒等職棒聯盟效力的委內瑞拉球員。委內瑞拉也擁有職業棒球聯盟。2006年，以六勝零敗的佳績獲得加勒比海大賽的冠軍。2010年加勒比海大賽將在委內瑞拉的瑪格麗塔島舉行。
相較於其他南美洲國家，足球在委內瑞拉較不盛行，是南美洲足球協會中較弱的一國，從未踢進世界盃決賽週，但最近幾年进步神速，其明星球员胡安·阿朗戈曾效力于德甲门兴格拉德巴赫俱乐部。2007年美洲國家盃在委内瑞拉舉行，委內瑞拉隊也踢進了半準決賽。2011年在阿根廷舉行第44屆比賽首度晉級四強，創下史上最佳成績。
帕斯托·马尔多纳多在2012年世界一级方程式锦标赛西班牙大奖赛上取得冠军，成为委内瑞拉历史上第一位一级方程式分站赛冠军。

## 外部連結
- Presidencia de la República de Venezuela备注:Presidencia de la República de Venezuela>Venezuela,the Bolivarian Republic of（VEN,ve,862）,58
- .::. Centro de Informacion de Red de Venezuela - Venezuelan ...（页面存档备份，存于）备注:.::. Centro de Informacion de Red de Venezuela - Venezuelan ...>Venezuela,the Bolivarian Republic of（VEN,ve,862）,58
- 维基导游上有關委內瑞拉的旅行指南
- 維基媒體的委內瑞拉地圖集  （英文）